# Domenico Mezzadri
Domenico Mezzadri (San Rocco al Porto, 30 januari 1867 - Chioggia, 8 december 1936) was een Italiaans geestelijke en bisschop van de Rooms-Katholieke Kerk.
Paus Benedictus XV benoemde hem op 2 juli 1920 tot bisschop van Chioggia.
Hij ontving zijn bisschopswijding op 22 augustus van dat jaar uit handen van bisschop Pietro Zanolini, waarbij bisschop Francesco Ciceri en aartsbisschop Nicola Marconi optraden als concelebrerende bisschoppen.
In 1922 en 1930 vierde hij twee pastorale bezoeken.
Mezzadri overleed in 1936 in Chioggia. Zijn lichaam werd bijgezet in de Kathedraal van Chioggia.